# Gerizim
De Gerizim (Arabisch: جبل جرزيم - Jabal Jarizim) (Hebreeuws: הר גריזים - Har Gerieziem) (Samaritaans: ࠄࠟࠓࠬࠂࠟࠓࠩࠆࠝࠉࠌ - Ar-garizim) is een 881 meter hoge berg op de Westelijke Jordaanoever, aan de noordzijde waarvan het huidige Nablus (het Bijbelse Sichem) ligt.
De Gerizim is een heilige plaats voor de Samaritanen die deze berg ook bewonen in met name de nederzetting Kiryat Luza.
De op de Gerizim gevonden ruïnes zijn volgens Edward Robinson de resten van een door de Romeinse keizer Justinianus I gebouwd kasteel.
De berg komt zesmaal in de Hebreeuwse Bijbel voor, altijd als een berg vanwaar zegeningen werden uitgesproken. De tegenpool van de Gerizim is de Ebal, de berg vanwaar vervloekingen werden uitgesproken.

## Externe link

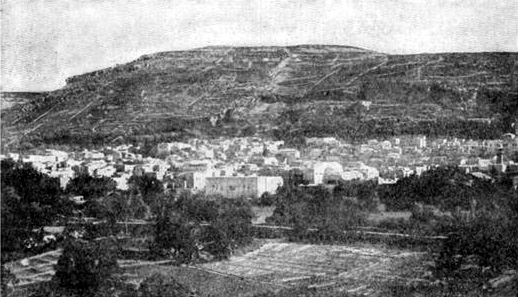
De berg Gerizim anno 1900, gezien vanaf Nablus